# Amy Pemberton
Amy Louise Pemberton (ur. 23 sierpnia 1988) – angielska aktorka, która wystąpiła m.in. w serialu Legends of Tomorrow.

## Filmografia

### Filmy
| Rok  | Tytuł                     | Rola                     | Uwagi       |
| ---- | ------------------------- | ------------------------ | ----------- |
| 2005 | Anomaly                   | Tea Kelly                | krótkometr. |
| 2006 | What are the Chances      | Lara                     | krótkometr. |
| 2012 | Storage 24                | Lucy                     |             |
| 2015 | Doomsday                  | Cassie                   |             |
| 2016 | Tom and Jerry: Back to Oz | Dorothy, The Mouse Queen | śpiew       |
| 2016 | Azure                     | Nancy Cole               | krótkometr. |
| 2016 | Kaufman’s Game            | The Girl                 |             |
| 2019 | Pralnia                   | Fetching                 |             |
| 2020 | Sergio                    | Reporterka               |             |

### Telewizja
| Rok        | Tytuł                            | Rola                         | Uwagi          |
| ---------- | -------------------------------- | ---------------------------- | -------------- |
| 2004       | The Mysti Show                   | Snowdrop                     |                |
| 2004       | Woolamaloo                       | Bonny                        |                |
| 2005       | The Basil Brush Show             | Hollywood Molly              |                |
| 2005       | My Parents Are Aliens            | Louise                       | 1 odc.         |
| 2006       | The Commander: Blacklight        | Sadie Carr                   | film TV        |
| 2006       | Grownups                         | Alison                       | 1 odc.         |
| 2007       | Na sygnale                       | Jodie Daley                  | 1 odc.         |
| 2008       | Doctors                          | Gemma Steedman               | 1 odc.         |
| 2011       | Odd One In                       | Fake Australian              | 1 odc.         |
| 2014; 2016 | Klinika dla pluszaków            | Fiona / Florence Nightingale | głos; 2 odc.   |
| od 2016    | Legends of Tomorrow              | Gideon                       | w gł. obsadzie |
| 2016       | Arrow                            | Gideon                       | 1 odc.         |
| 2016-19    | Suspense                         | różne role                   | 7 odc.         |
| 2017       | Skorpion                         | Gemma Franklin               | 1 odc.         |
| 2021       | Dota: Dragon’s Blood             | Adara                        | 1 odc.         |
| 2021       | Her Pen Pal                      | Nathalie                     | film TV        |
| 2021       | Ridley Jones: Strażniczka muzeum | Lemur Mom                    | 1 odc.         |